# Жан-Мішель Бадьян
Жан-Мішель Бадьян (фр. Jean-Michel Badiane, нар. 9 травня 1983, Париж) — французький футболіст, що грав на позиції захисника.
Виступав, зокрема, за клуб «Парі Сен-Жермен», а також молодіжну збірну Франції.

## Клубна кар'єра
У дорослому футболі дебютував 2003 року виступами за команду «Парі Сен-Жермен», в якій провів три сезони, взявши участь у 10 матчах чемпіонату. 
Протягом 2006—2009 років захищав кольори клубу «Седан». У квітні 2009 року з ним було розірвано контракт і він завершив кар'єру через травми.
Наприкінці 2011 року Бадьян приєднався до клубу третього дивізіону «Париж», відновивши свою кар’єру, але знову був травмований протягом тривалого часу і 2013 року остаточно завершив кар'єру.

## Виступи за збірну
Протягом 2004–2006 років залучався до складу молодіжної збірної Франції, з якою поїхав на чемпіонат Європи 2006 року, який завершився півфіналом для Франції. Він зіграв у двох із чотирьох матчів своєї команди, проти Німеччини (3:0) і Сербії та Чорногорії (2:0). Всього на молодіжному рівні зіграв у 7 офіційних матчах.